# Rijksmuseum

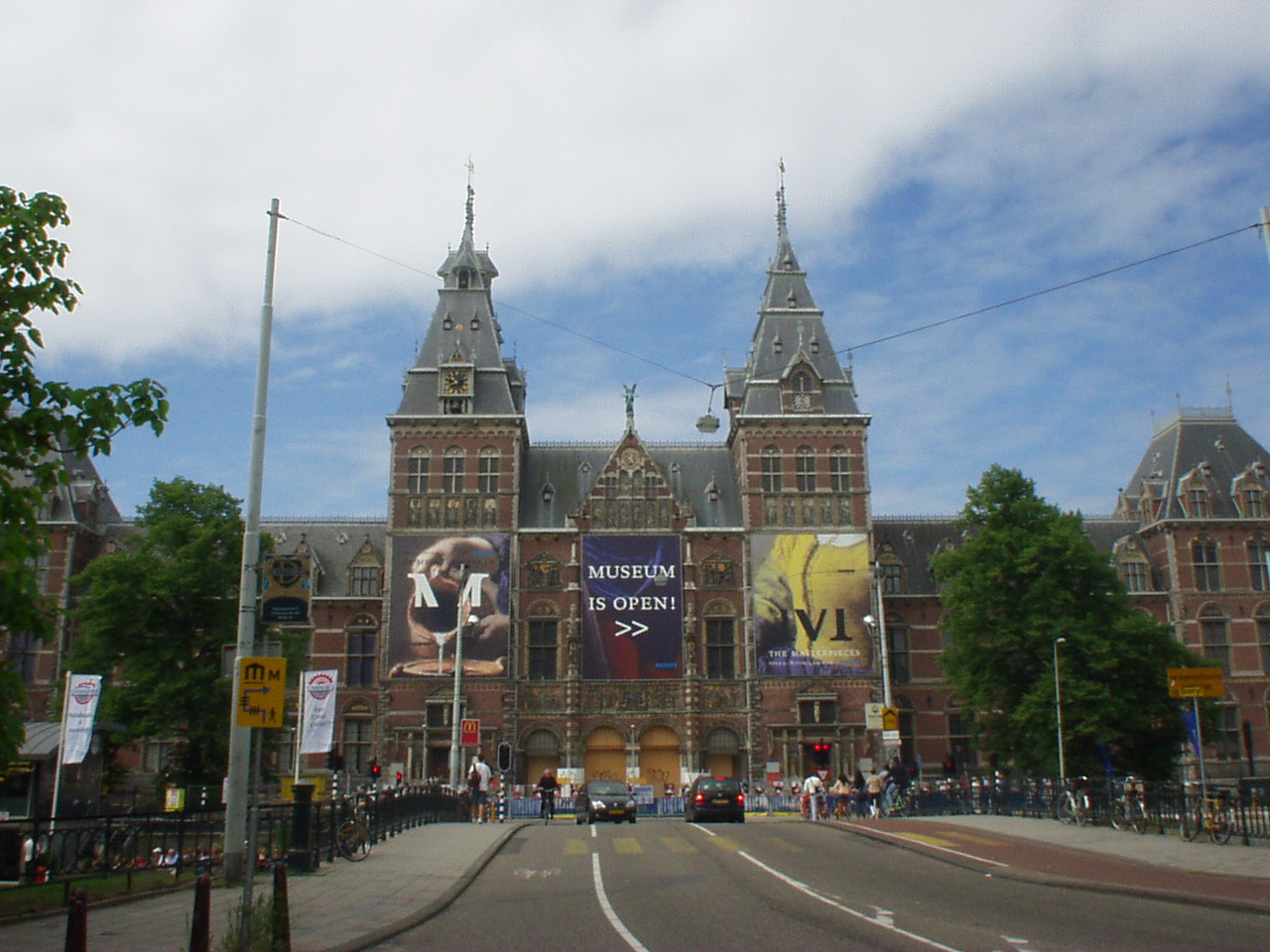
A múzeum főbejárata

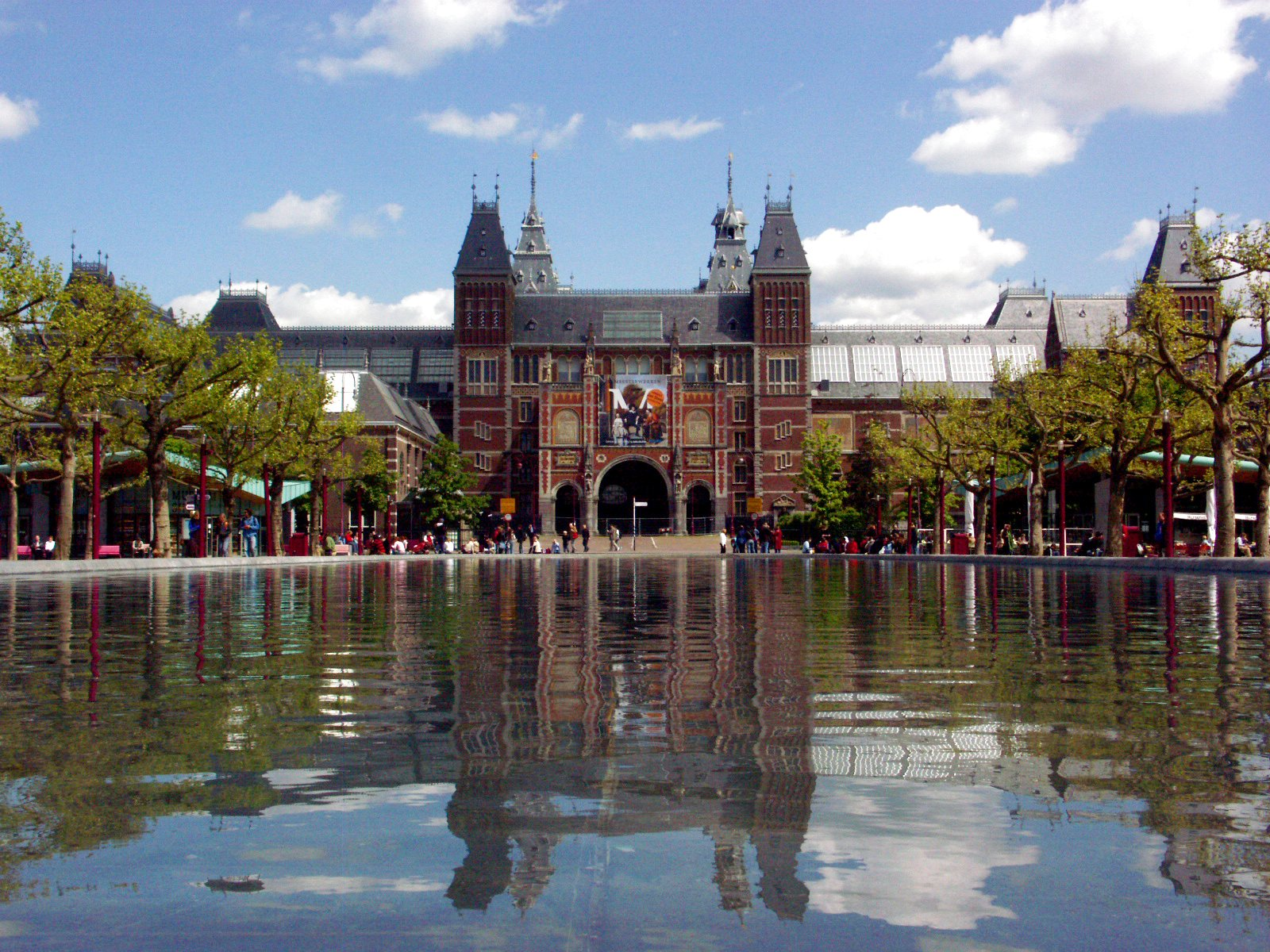
Az épület hátsó frontja

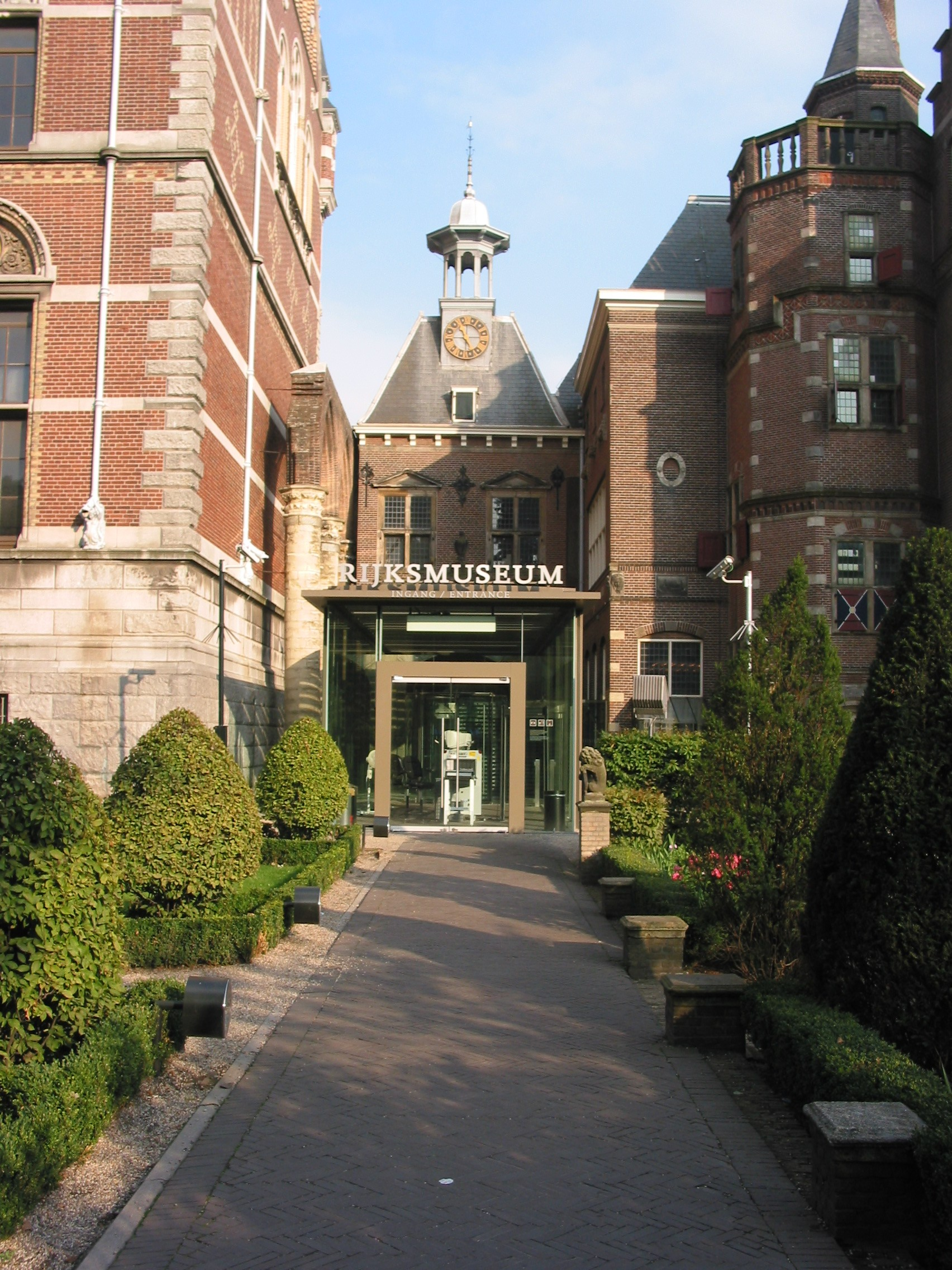
A Fülöp-szárny

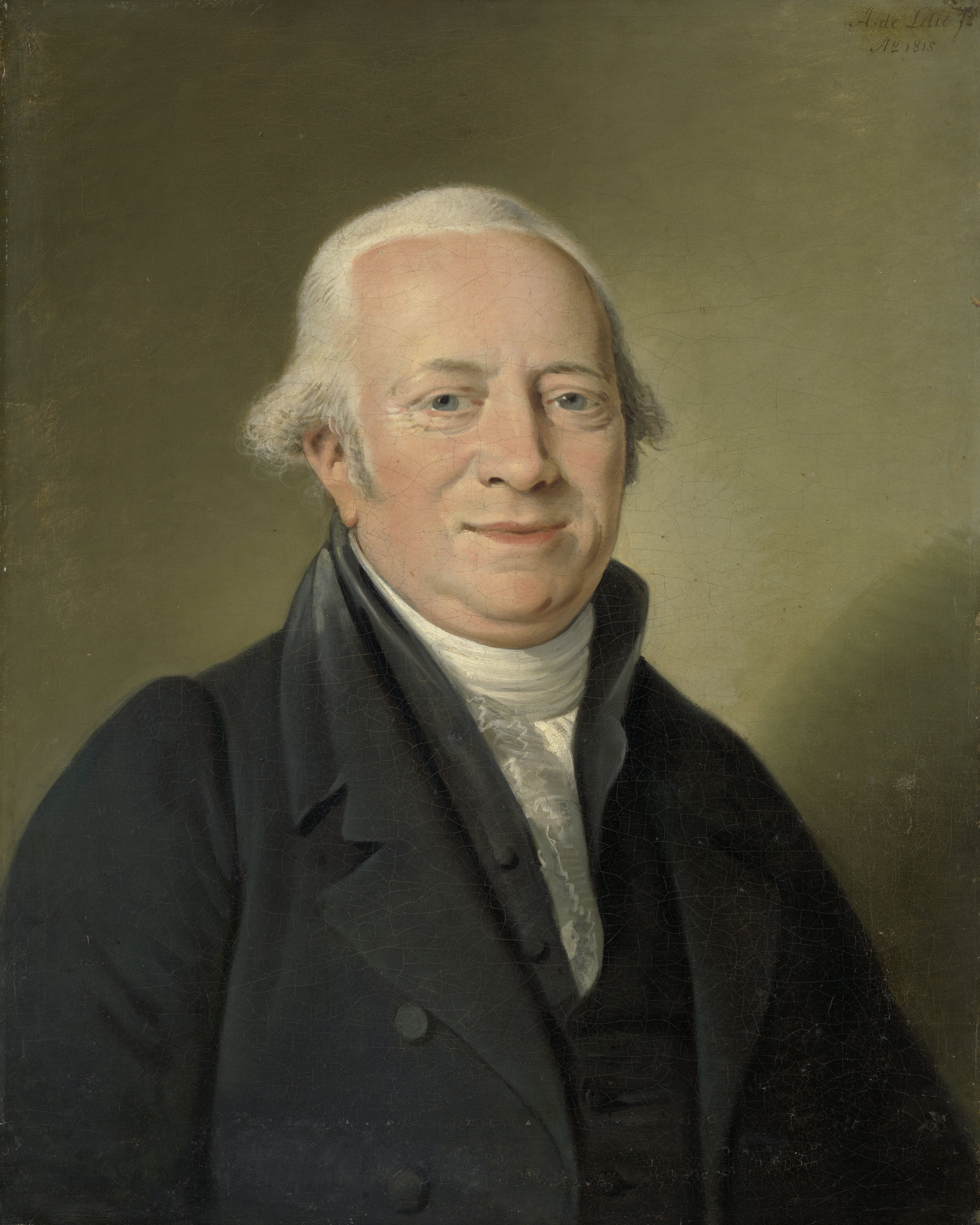
Cornelis Sebille Roos, a múzeum első igazgatója

A Rijksmuseum (Rijksmuseum Amsterdam) Hollandia nemzeti múzeuma, évente több mint 2 millió látogatóval. Ez a holland aranykor festészetének alighanem legjelentősebb bemutató helye. Amszterdamban a Museumpleinen áll, a Van Gogh Múzeum, a Stedelijk Múzeum és a Concertgebouw közelében. Nemcsak a világ legjelentősebb Rembrandt-gyűjteménye van itt, de Hollandia legnagyobb nyilvános művészettörténeti könyvtára is.

## Története
A gyűjtemény alapítására a francia kormány utasította 1798-ban bábállamát, a Batáviai Köztársaságot. A Hágában létrehozott Nemzeti Múzeumba egyrészt az ország középületeiből gyűjtötték össze az értékesebb műtárgyakat, másrészt az adományozással, illetve kölcsönökkel is gyarapodott. Így például Amszterdam városa „adta kölcsön” 1808-ban Rembrandt két híres képét:
- az Éjjeli őrjáratot és
- A posztós céh elöljáróit (A rőfös céhmesterek, De Staalmeesters).

A párizsi (akkor éppen Napóleonról elnevezett) múzeum értékes márványszobrokat adott át.
Az első kiállítás 1800-ban nyílt. Az 1806-ban trónra lépett Louis Bonaparte utasítására a műkincseket átköltöztették az amszterdami királyi palotába, és a Nemzeti Múzeumból 1808-ban Királyi Múzeum lett. 1810-ben, a Holland Királyság beolvasztása után újabb átszervezéssel Hollandi Múzeummá alakították. 1863-ban írtak ki pályázatot egy, az impozáns gyűjteménynek megfelelő méretű és küllemű épület tervezésére, de egyik pályamunkát sem találták megfelelőnek, és a pályázatot érvénytelenné nyilvánították. 
Az 1876-ban kiírt újabb pályázatot Pierre Cuypers nyerte gótikus és reneszánsz elemeket halmozó tervével. Az építkezést még abban az évben megkezdték; az új épület 1885. július 13-án nyitotta meg kapuit a nagyközönség előtt. A Trippenhuist a Holland Királyi Művészeti és Tudományos Akadémiának (KNAW) adták át. A hatalmas gyűjtemény egy részét a leideni múzeumnak adták át, más részét a hágai Mauritshuisnak. Ezután viszont beolvasztották a gyűjteménybe a régi szépművészeti akadémia múzeumát, a Van der Hoop Múzeumot; a gyarapodás azóta is folyamatos.
A második világháború (a német megszállás) alatt a műtárgyakat biztonságba helyezték, és a kiállításokat csak a háború után, újrarendezett formában nyitották meg újra.
2003-ban kezdték el az épület átfogó felújítását, amit két spanyol építész, Antonio Cruz és Antonio Ortiz vezetett. 2012-re a Fülöp-szárny készült el; a főépületet 2013. április 13-án nyitotta meg újra Beatrix királynő. A Fülöp-szárnyban 2014. november 1-én nyílt új kiállítás Modern idők: Fényképészet a 20. században címmel.

## A gyűjtemények
A németalföldi és holland festészeti gyűjtemény nemcsak a világ leggazdagabb Rembrandt-képgyűjteménye, de kiváló áttekintést ad a nagy hollyand tájkép- és zsánerfestők:
- Frans Hals,
- Vermeer,
- Jacob van Ruisdael,
- Jan Steen

és mások munkásságáról.
A 19-20. századi festészeti gyűjtemény legértékesebb darabjai
- Vincent van Gogh és
- Kees van Dongen képei.

Az iparművészeti gyűjteményben kiváló, leginkább 17-18. századi
- delfti porcelánok;
- fajansztárgyak,
- ötvösmunkák,
- bútorok és
- gobelinek vannak.

A gazdag szoborgyűjtemény főleg a 14–20. század művészetét öleli fel.
Az ázsiai képzőművészeti gyűjtemény legtöbb darabját Hátsó-Indiából hozták hata a gyarmatosítók.
Sajátos kollekció a Babaház.
A grafikai gyűjteményben a nagy holland mesterek rajzait, rézkarcait, metszeteit és akvarelljeit gyűjtik.
A külföldi festészeti gyűjtemény legjelentősebb darabjai:
- Fra Angelico,
- El Greco,
- Goya,
- Rubens és
- Van Dyck

képei.

## Ismertebb képek a múzeumban
- Aelbert Cuyp: Hegyes táj pásztorokkal és tehenekkel;
- Gérard Dou: Önarckép;
- Jan van Goyen: Táj két tölggyel;
- Frans Hals: Házaspár,
- Pieter de Hooch: Falusi ház;
- Willem Kalf: Csendélet,
- Rembrandt: Éjjeli őrjárat,
- Rembrandt: A zsidó menyasszony,
- Rembrandt: A posztós céh elöljárói (A rőfös céhmesterek, De Staalmeesters);
- Jacob van Ruisdael: Szélmalmok Wijknél;
- Jan Steen: Kettős játék,
- Jan Steen: Önarckép (1670 körül);
- Van Dyck: Stuart Mária és II. Vilmos orániai herceg,
- Van Dyck: Johannes Baptista Franck portréja;
- Jan Vermeer van Delft: Utcakép.

## Érdekességek
A múzeum kicsinyített, valósághű mása a Hága melletti Madurodam makettparkban is látható.